# Estiva

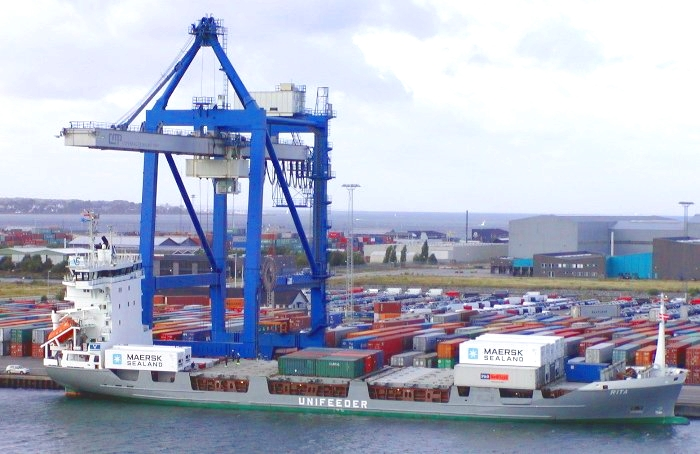
Navio porta-contentores carregando em Copenhaga.

Define-se como estiva ou estivagem à ação de colocar a carga a bordo de um navio. Seu objectivo é conseguir que seja transportada com um máximo de segurança para o navio e a sua tripulação, ocupando o mínimo espaço possível, evitando avarias na mesma e reduzindo ao mínimo as demoras no porto de descarga. De aqui que se possam identificar como elementos básicos da estiva a segurança e a economia.

## Segurança
Ao falar da segurança, temos que contemplar três diferente aspectos:
- Segurança do navio.
- Integridade das mercadorias.
- Segurança da tripulação e estivadores.

### Segurança do navio

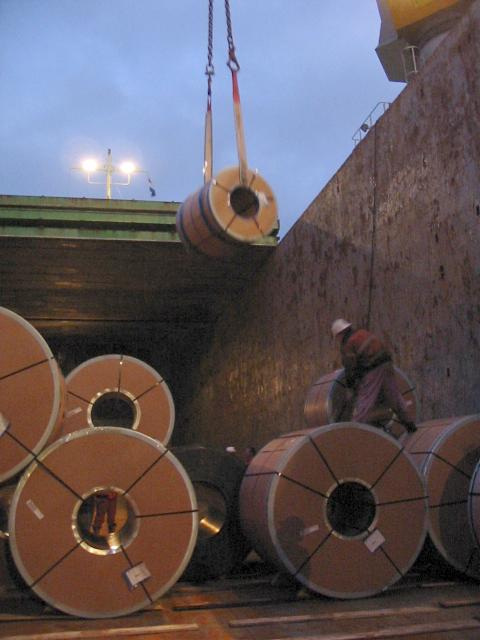
Estiva de bobinas de aço.

A segurança do navio esta intimamente unida à distribuição da carga e teremos que atender aos seguintes critérios:«Tipos de Navios (Projetos de navio I)» (PDF)

#### Estabilidade do navio
Ao carregar o navio, o primeiro que temos que ter em conta é a estabilidade e segurança, que basicamente se centra em ter uma altura metacéntrica não só positiva, sendo adequada ao tipo de navio. Uma excessiva altura metacéntrica (muitos pesos baixos e poucos altos) produzirá que o navio dê balanços muito rápidos e violentos, que podem danificar a estiva e provocar acidentes à dotação. Enquanto uma altura metacéntrica pequena fará que o barco de balanços muito lentos e que lhe custe recuperar a verticalidade, esta situação se dá sobretudo em navios de passagem, para evitar inclinações e golpes, se diz que é um barco dorminhoco, enquanto uma altura metacéntrica igual a zero (estabilidade indiferente) fará que se submetemos ao navio a uma força de sentido transversal e adquire uma escora, este não recuperar-se-á e combinará com dita inclinação. Até agora só temos falado da estabilidade transversal, como o estudo da estabilidade longitudinal não é tão importante, pois os barcos são "mais compridos que largos" e é estável longitudinalmente por construção, mas se pomos demasiados pesos em proa, o navio ao dar um proada nas ondas poderia colar-se por olho (meter a proa no mar e se afundar), mas esta é uma situação muito extrema e para a evitar não é necessário realizar cálculos específicos.

#### Escora
O navio deve carregar-se de forma que saia do porto sem escora. Antes de começar a carga é conveniente ter cheios os tanques de lastre, porque nem sempre começam a carregar pesos baixos e à medida que carregam se poderá ir deslastrando. Ditos tanques permitem afundar o navio ao finalizar a carga, sempre claro está, que a carga realizado não chegue já ao máximo de carga possível. Nas cargas de mercadorias secas a granel, operam ao revés, levar os tanques deslastrados, porque a carga irá directamente ao fundo do porão.

#### Calados
Há que planear a carga do navio de forma que o navio combine com uns calados apropriados, não só para que o navio tenha uma óptima manubrabilidade (geralmente os navios navegam melhor ligeiramente apopados), senão tendo em conta outros factores como são:
- Não ultrapassar a linha de máximo carga permitido segundo a zona pela que se vá navegar.
- Ter em conta se há restrições de calado no porto de chegada, para o qual poder-se-á carregar o navio acima desses calados, tendo em conta o peso do água e combustível que se vai consumir até a chegada.
- Ter em conta a densidade do água dos portos de saída e chegada, já que em água salgada (γ=1,025 T/m³), o calado é menor que em água doce (γ=1,000 T/m³).
- Esforços: A carga deve estar repartida da forma mais uniforme possível, de forma que não se produzam esforços descompensados ao longo da estrutura do navio. Num navio encontraremos esforços que afectam a toda sua estrutura, sendo o mais importante o esforço longitudinal, se as cabeças do barco (extremos de popa e proa) se elevam sobre o centro se produz um arrufo e no caso contrário, que o centro longitudinal se eleve acima das cabeças, se produz um quebranto.

### Integridade das mercadorias
A questão da integridade das mercadorias deve ser estudada desde diferentes pontos de vista, pois nela entram em jogo múltiplos factores, factores que actuam de diversa forma segundo o tipo de mercadorias que se considerem.
Os factores que exercem influência na integridade das mercadorias se podem classificar nas seguintes categorias:
- Factores agressivos: são factores externos ou internos às mercadorias que actuam de forma activa e agressiva sobre elas como a humidade do ar, temperatura do ar, ação bioquímica ou química, forças mecânicas, etc.
- Factores opostos: são factores que opõem resistência à ação agressiva do meio ambiente e as condições do transporte como a manipulação, a embalagem, contêiners etc.
- Fatores profilácticos: são fatores que facilitam os estivadores e dotação do navio para assegurar dita integridade da mercadoria, como são a preparação dos porões, ventilação, segregação e trincagem da carga, etc.

Portanto, à hora de considerar a integridade das mercadorias, devem-se ter em conta os seguintes conceitos: embalagem, objeto e natureza das mercadorias.

### Integridade da tripulação e estivadores
O planeamento de uma correta estiva da carga deve assegurar a correta manipulação da mesma, ao mesmo tempo que assegura a integridade física das pessoas que vão intervir neste processo, já sejam estivadores, portuários ou dotação do navio.
Por isso à hora de efetuar este planeamento, devemos ter em conta os seguintes elementos:
- Circulação: Ao estivar a carga devemos ter em conta a circulação das pessoas pela coberta e no interior do porão.
- Acesso: Os acessos ao porão, entre-pontes e à mercadoria estivada deve estar garantida com segurança. Estes acessos devem estar planificados não somente para poder realizar um adequado trincagem da carga, senão para depois à hora de descarregar, que as diferentes partidas sejam acessíveis da forma mais cómoda possível e que sua manipulação seja a correta.
- Mercadorias perigosas: As matérias perigosas devem estar indicadas da forma mais clara possível para assegurar que manipular-se-ão adequadamente.

## Economia
A economia na estiva consegue-se tendo em conta os seguintes fatores:
- Conhecimento dos espaços de carga do navio: É primordial que o oficial tenha um perfeito conhecimento dos espaços de carga de que dispõe. Não só de sua capacidade de carga obtido dos planos, mas de todas as medidas e a situação dos elementos que há em seu interior (escalas de acesso, sistema de encanamentos, postos de manobra de entre-pontes, etc.), bem como das possibilidades que tem para estivar diferentes tipos de cargas, por exemplo, a possibilidade de carregar contêiners (se se dispõe de pocetes para os twistlocks, pontos de amaragem, etc.). Outros elementos que deve conhecer à perfeição é o sistema de escotilhas, as possibilidades que oferecem e os espaços de cargas aos que podem aceder os meios de cargas e descargas do navio com segurança.
- Planeamento de cargas: Antes de iniciar o carregamento há que preparar o plano de estiva, onde se propõe como se vai realizar, tendo em conta os portos de cargas e descarga da mesma, o tipo de mercadoria, o peso, as propriedades físico-químicas, o embalagem, a perda de estiva, etc. Não obstante, muitas vezes o navio não sairá carregado como se tinha planeado, pois com frequência as listas de cargas aumentam na última hora, ou aparece uma partida grande para o último porto de descarga quando já estão todos os planos dos porões cheios, e ter-se-á que negociar com o carregador se essas cargas se colocam sobre outra que terá que ser descarregada antes, com a conseguente remoção, logicamente à sua custa.
- Outros factores que se devem ter em conta são:
  - Evitar os sobrecarregamentos.
  - Ter em conta o acesso às diversas partidas e sua manipulação.
- Preparação do porão: Antes de iniciar o carregamento há que preparar o porão para esta operação, tendo em conta fundamentalmente as cargas que se vai transportar e a que tem sido transportada anteriormente. Isto obriga a ter preparados uma série de elementos de estiva (madeira de estiva, separadores, marcas), e realizar uma série de operações nos porões (varredura, baldeio, secagem, ventilação, desinfecção, etc.)